# Aspern

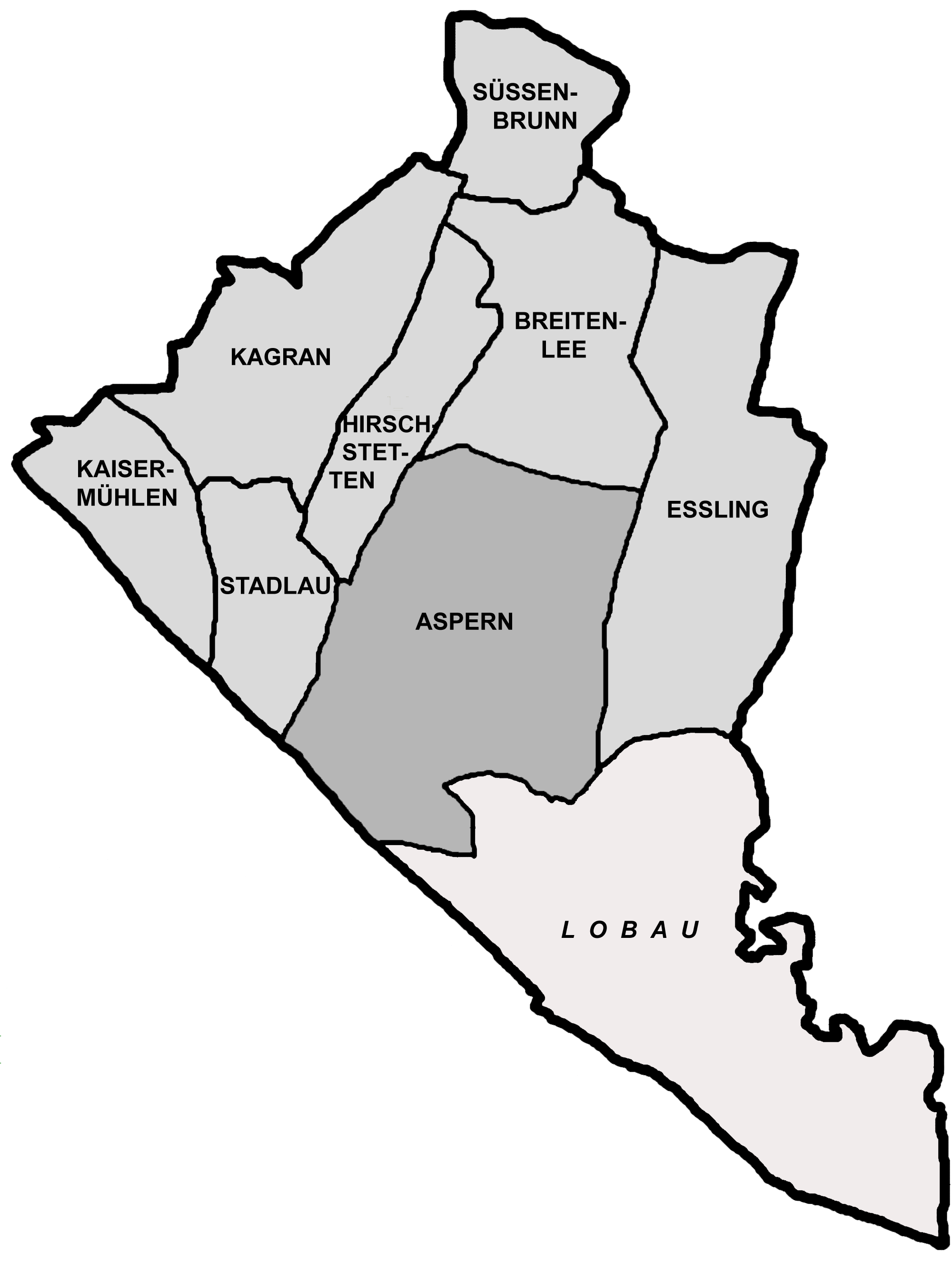
Localizarea zonei Aspern în Donaustadt

Aspern este o parte a Donaustadt, al 22-lea district al Vienei.
În 1904, fostul sat Aspern a fost inclus in cel de-al 21-lea district vienez, Florisdorf.
Abia în 1946 a fost alipit nou-creatului district 22. 

## Repere istorice
Locul este cunoscut datorita bătăliei de la Aspern-Essling ce a avut loc în zona Lobau în anul 1809. În aceasta bătălie, Arhiducele Carol al Austriei a respins avansul împaratului francez Napoleon. 
În  anul 1858 în fața bisericii Sf. Martin a fost construit un leu din piatră pentru comemorarea luptelor din 1809.

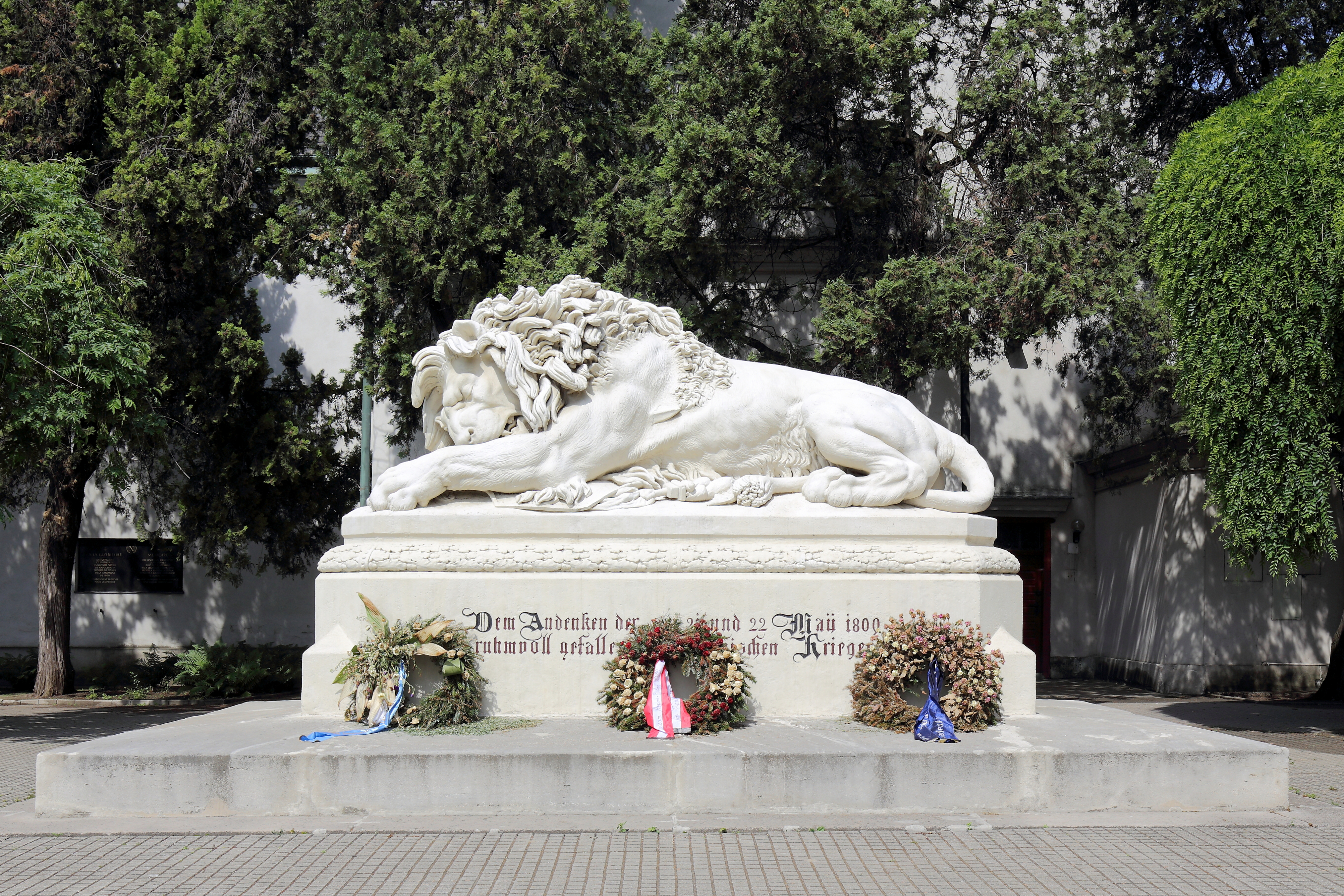
Leul din Aspern